# Lindblad (cráter)

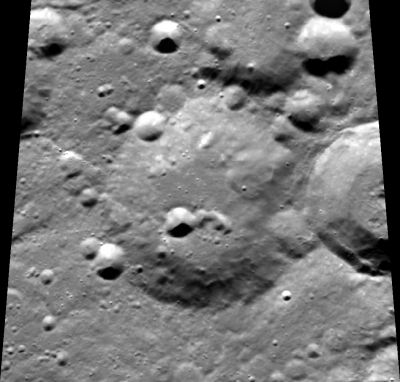
Fotografía de la misión Clementine (1994)

Lindblad es un antiguo cráter de impacto que se encuentra en la cara oculta de la Luna, justo más allá del terminador noroeste. Esta formación está situada al sureste del cráter Brianchon, y al noreste de Cremona.
Los detalles finos en el borde de este cráter han sido desgastados por una historia de impactos menores, dejando solo una depresión de borde redondeado en la superficie. El impacto más reciente, Lindblad F, se introduce ligeramente en el borde oriental, y varios pequeños cráteres se encuentran en el borde norte y suroeste. La superficie interior está marcada por una formación de cráteres adyacentes justo al sur y suroeste del punto medio.

## Cráteres satélite
Por convención estos elementos son identificados en los mapas lunares poniendo la letra en el lado del punto medio del cráter que está más cercano a Lindblad.
|          | \| Lindblad \| Coordenadas \| Diámetro \| \| -------- \| ------------------------------- \| -------- \| \| F \| 70°36′N 94°18′O / 70.6, -94.3 \| 42 km \| \| S \| 69°42′N 104°54′O / 69.7, -104.9 \| 25 km \| \| Y \| 73°00′N 101°12′O / 73.0, -101.2 \| 28 km \| |          |
| Lindblad | Coordenadas | Diámetro |
| F        | 70°36′N 94°18′O / 70.6, -94.3 | 42 km    |
| S        | 69°42′N 104°54′O / 69.7, -104.9 | 25 km    |
| Y        | 73°00′N 101°12′O / 73.0, -101.2 | 28 km    |